# Friedrich Johann Lorenz Meyer

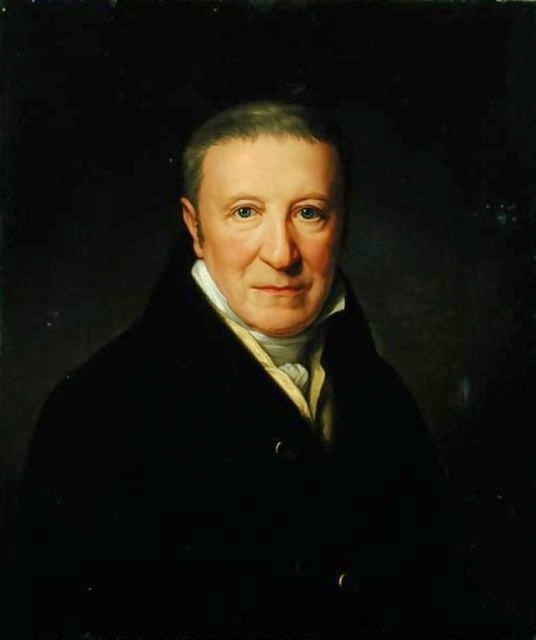
Friedrich Johann Lorenz Meyer, Porträt von Friedrich Carl Gröger, 1830

Schattenriss Meyers (1788) als Student in Göttingen (Silhouetten-Sammlung Schubert)

Friedrich Johann Lorenz Meyer (* 22. Januar 1760 in Hamburg; † 22. Oktober 1844 ebenda) war ein deutscher Jurist, Präses des Hamburger Domkapitels, ein bekennender Anhänger der Französischen Revolution sowie Reiseschriftsteller.

## Leben und Wirken
Der Sohn des Weinhändlers Johann Lorentz Meyer (1696–1770) und dessen zweiten Ehefrau Katharina Maria Kern (1723–1803) absolvierte nach seiner Schulzeit ab 1778 ein Studium der Rechtswissenschaften an der Universität Göttingen, welches er 1782 mit seinem Promotionsthema: „De dignitatibus in capitulis ecclesiarum cathedralium et collegiatarum“ abschloss. Es folgte eine längere Studienreise durch die Schweiz, Italien und Frankreich, bevor er sich 1784 zunächst vorübergehend als Advokat in seiner Heimatstadt Hamburg niederließ.
Da seine Mutter bereits im Jahr 1774 eine Präbende (Pfründe) am Hamburger Domstift erworben hatte, um damit eine Stelle im Domkapitel in Vorbehalt für ihren Sohn finanziell abzusichern, konnte Meyer auf Grund dieser Stiftung ebenfalls ab 1784 eine Stelle als Domherr am Hamburger Mariendom antreten. Nach der Säkularisation des Hamburger Doms auf Grund des Reichsdeputationshauptschlusses im Jahr 1803 verlor der mittlerweile zum „Praeses Capituli“ beförderte Meyer seine Stellung.
Da Meyer nach damaliger Rechtslage in seiner Funktion als Domherr nicht zugleich auch als Hamburger Bürger geführt werden durfte und damit keine staatlichen Aufgaben wahrnehmen konnte, engagierte er sich bereits ab 1785 in der Patriotischen Gesellschaft von 1765, einer „aufgeklärt-gemeinnützigen Societät“, die sich uneigennützig der „Förderung der Künste und des nützlichen Gewerbes“, wie es anfangs auch in ihrem Gründernamen stand, verpflichtete. Hier übernahm Meyer von 1789 bis 1793 die Aufgabe des Bibliothekars, leitete von 1790 bis 1825 das Sekretariat dieser Gesellschaft und war zwischenzeitlich auch Herausgeber und Mitautor ihrer Schriften.
Darüber hinaus gehörte Meyer zu den Mitgliedern der von Friedrich Gottlieb Klopstock gegründeten Monatsgesellschaft, mit dessen Werken er bereits in frühester Jugendzeit in Kontakt gekommen war und mit dem ihn mittlerweile eine aufrichtige Freundschaft verband, die auch noch nach Klopstocks Tod mit dessen Hinterbliebenen hielt. Auch in Georg Heinrich Sieveking, der ebenfalls Mitglied in der Patriotischen Gesellschaft war, fand Meyer einen Partner in Geist und Taten. Geprägt durch seine gesellschaftlichen Kontakte sowie sein familiäres Umfeld – sein Schwiegervater und ehemaliger Göttinger Doktorvater Georg Ludwig Böhmer galt im Zeitalter der Aufklärung als bedeutender Modernisierer auf dem Gebiet des Strafrechts und der Bruder seiner Frau, Georg Wilhelm Böhmer, war einer der Mitbegründer der Mainzer Republik – wollte auch Meyer zusammen mit Sieveking die Gedanken der Aufklärung im Hamburger Raum verbreiten. So nahm er am 14. Juli 1790 zusammen mit Klopstock und Anderen an der Revolutionsfeier teil, die Sieveking anlässlich des Jahrestages des Sturms auf die Bastille in Harvestehude organisiert hatte und die weit über Hamburg hinaus Beachtung fand. Gemeinsam galten sie als Unterstützer der Französischen Revolution und standen im Verdacht, der von dem französischen Gesandten Francois le Hoc und dem Publizisten Friedrich Wilhelm von Schütz gegründeten Lesegesellschaft nach dem Vorbild des Mainzer Jakobinerclubs, deren Präsident Sieveking war, nicht nur nahezustehen, sondern sogar eine solche Jakobiner-Bewegung in Hamburg gründen zu wollen. Wie Sieveking war auch Meyer Mitglied der Freimaurerloge Absalom zu den drei Nesseln in Hamburg.
Im Jahr 1793 kam es auf Grund seiner revolutionären Gesinnung zur Ausweisung le Hocs durch den Hamburger Senat, woraufhin Frankreich ein Handelsembargo gegenüber der Hansestadt verhängte. Nachdem durch die Niederschlagung des gegenrevolutionären Aufstandes vom 5. Oktober 1795 durch Napoléon Bonaparte und Paul de Barras in Frankreich eine Zeit der innenpolitischen Ruhe eingekehrt war, gehörte Meyer im April 1796 einer von Sieveking geleiteten Sonderdelegation an, die in Paris Verhandlungen mit dem französischen Direktorium zur Aufhebung dieses Embargos führen sollte, welche auch schließlich im Juni 1796 von Erfolg gekrönt waren. Ebenfalls war Meyer im Jahr 1801 Mitglied einer erneuten Deputation, die mit Napoléon, dem amtierenden Ersten Konsul des Französischen Konsulats, weitere bilaterale Verhandlungen führte.
Bereits seit seinen frühen Studienreisen betätigte sich Meyer bis ins späte Alter immer wieder als vielseitiger Reise- und Kunstschriftsteller aber auch als politisch-gesellschaftlicher Berichterstatter. Er berichtete beispielsweise von den Auswirkungen der Mainzer Republik oder auch später von seinem Aufenthalt als Deputierter in Paris, wo er nicht nur mit Politikern, sondern auch mit Künstlern und Gelehrten in Kontakt kam. Darüber hinaus war er als Übersetzer und Rezensent für die Allgemeine Literatur-Zeitung und die Zeitschrift Allgemeine deutsche Bibliothek tätig sowie als freier Mitarbeiter für drei große Hamburger Zeitungen, aber auch für die Allgemeine Zeitung von Johann Friedrich Cotta in Stuttgart und Augsburg.

## Familie
Friedrich Johann Lorenz Meyer war verheiratet mit Sophie Friederike Amalie Boehmer (1766–1840), Tochter des Juraprofessors und Geheimen Justizrats Georg Ludwig Böhmer, mit der er drei Söhne bekam. Einer seiner Söhne, Paul Emil Meyer (1805–1866), heiratete später Dorothea Amalia Luisa Boehmer (1816–1889), Tochter seines Schwagers und Mitbegründers der Mainzer Republik sowie Friedensrichter im Königreich Westphalen Georg Wilhelm Böhmer.

## Schriften (Auswahl)
- Darstellungen aus Russland's Kaiserstadt und ihrer Umgegend bis Gross-Nowgorod, Hamburg, Nestler, 1829 (Digitalisat aus dem Bestand des Leibniz-Instituts für Ost- und Südosteuropaforschung).
- Darstellungen aus Nord-Deutschland, Kiel, Schramm, 1815, (Digitalisat)
- Blick auf die Domkirche in Hamburg, Hamburg, Nestler, 1804, (Digitalisat, SUB Hamburg).
- Briefe aus der Hauptstadt und dem Innern Frankreichs. Tübingen, Cotta,

1. Band, 1803, Digitalisat
2. Band, 1802, Digitalisat
- Skizzen zu einem Gemälde von Hamburg, Frederik Hermann Nestler, Hamburg,

Band 1 (1.–3. Heft), 1800; Heft 1 Digitalisat, Heft 2 Digitalisat und Heft 3 Digitalisat
Band 2 (4.–6. Heft), 1802; Heft 4–6 Digitalisat
- Veröffentlichung folgender Texte[1] in Johann Smidt (Hrsg.), Hanseatisches Magazin, Friedrich Wilmanns, Bremen, (online, Staats- und Universitätsbibliothek Bremen):

Erster Band, erstes Heft (1799), II. Über den gegenwärtigen Zustand der bildenden Künste in Hamburg. S. 91ff.
Erster Band, zweytes Heft (1799), VII. Hamburgische Gesellschaft zur Beförderung der Künste und nützlichen Gewerbe. Uebersicht ihrer Verhandlungen, in dem verfloßnen Halbjahre von Michael 1798 bis Ostern 1799. S. 271ff. und VIII. Denkwürdige Rettung von fünf Menschen bei dem lezten Eisgang der Elbe. S. 294ff.
Zweyter Band, erstes Heft (1799), I. Skizzen zu einem Sittengemälde von Hamburg. S. 1ff. und IV. Armenanstalt in Hamburg S. 140ff.
Zweyter Band, zweytes Heft (1799), VII. Ritzebüttel. S. 265ff.
Dritter Band, erstes Heft (1800), I. Skizzen zu einem Gemälde von Hamburg. Fortsetzung. S. 1ff. und II. Versuch einer Darstellung der Handlungskrisis in Hamburg, im Herbst 1799. S. 69ff.
Vierter Band, erstes Heft (1800), I. Skizzen zu einem Gemälde von Hamburg. Fortsetzung. S. 5ff. und II. Das Lesezimmer der Gesellschaft, Harmonie, in Hamburg. S. 66ff.
Fünfter Band, erstes Heft (1801), I. Büsch und Kirchhof, II. Büsch's Ehrendenkmal in Hamburg. S. 18ff., III. Physikalisches Kabinet des verstorbenen Herrn Senator Kirchhof in Hamburg. S. 27ff. und V. Proben einer Bildergalerie Hamburgischer Männer des achtzehnten Jahrhunderts. S. 115ff.
Sechster Band, zweites Heft (1802), II. Einrichtung und Beschaffenheit der Hamburger Bank. S. 181ff.
- Fragmente aus Paris im IVten Jahr der Französischen Republik, Karl Ernst Bohn, Hamburg, 1797, in 2 Teilen, Teil 1 Digitalisat und Teil 2 Digitalisat
- Mainz, nach der Wiedereinnahme durch die verbündeten Deutschen, Hamburg, Schnuphase, 1793, Digitalisat
- Darstellungen aus Italien, Berlin, Voss, 1792, Digitalisat

## Bildnisse
- Johann Gerhard Huck, Schabkunstblatt, Hannover 1799, Bez.: Anton Graff pinxt // J. G. Huck sculpt, 29,1 × 22,7 cm (Plattenmaß), (online, Gleimhaus Halberstadt, Grafiksammlung, [Leihgabe Hlgh 17]), (Digitaler Portraitindex)
- Friedrich Wilhelm Bollinger, Kupferstich, 1801, Bez.: F.W. Bollinger fec. 1801, (SUB Hamburg)
- Siegfried Detlev Bendixen, Lithographie, Hamburg 1818, Bez.: nach einer Zeichnung von Gröger auf Stein von Bendixen, Papier: H: 53,5 cm, B: 38 cm, (Museen SH)
- Friedrich Carl Gröger und Heinrich Jacob Aldenrath, Lithographie, 1835, 13,5 × 13,5 cm
- Anton Graff, Öl auf Leinwand, 62,5 × 50,5 cm. Hamburger Kunsthalle.
- Friedrich Carl Gröger, Öl auf Leinwand, 40 cm × 33,6 cm. Bez.: Gröger pinxit / 1830. Altonaer Museum